# Brezovice (Krupanj)
Brezovice (Servisch: Брезовице) is een plaats in de Servische gemeente Krupanj. De plaats telt 964 inwoners (2002).